# محمودرضا بانکی
محمودرضا بانکی (به انگلیسی: Mahmoud Reza Banki، M. Reza Banki) (زادهٔ ۱۹۷۶) دانشمند، مشاور مدیریت و مدیر اجرایی ایرانی-آمریکایی است. وی از نوامبر ۲۰۲۴ به‌عنوان مدیر ارشد مالی (CFO) شرکت اکس کورپ فعالیت می‌کند.
محمودرضا بانکی در تهران، ایران زاده شد و برای تحصیل در دانشگاه به ایالات متحده مهاجرت کرد و در دهه ۱۹۹۰ شهروند رسمی آمریکا شد. در ژانویه ۲۰۱۰، بانکی دستگیر و توسط دفتر دادستانی ایالات متحده در نیویورک به اتهام نقض تحریم‌های آمریکا علیه ایران متهم شد. در نهایت، بانکی در دادگاه تجدیدنظر پیروز شد و پرونده‌اش در ژوئیه ۲۰۱۲ برای همیشه بسته شد. او در سال ۲۰۱۴ در یک سخنرانی در برنامه تدتاک دربارهٔ پرونده خود صحبت کرد و خواستار تغییر در نظام عدالت کیفری شد. تا سال ۲۰۱۵، فیلمی مستند دربارهٔ این پرونده در حال ساخت بود. در پادکست ساعت رادیویی شب‌پره که در ژانویه ۲۰۱۷ منتشر شد، بانکی از تأثیرات شخصی این تجربه سخن گفت. او همچنین در برابر مخاطبان مختلف برای بهبود نظام عدالت کیفری سخنرانی کرده است. تا سال ۲۰۲۲، بانکی به‌عنوان مدیر ارشد مالی و مدیر ارشد استراتژی در شرکت پخش آنلاین پیشرو، توبی، فعالیت می‌کرد. در تاریخ ۲۰ ژانویه ۲۰۲۱، بانکی از رئیس‌جمهور ایالات متحده عفو کامل و بدون قید و شرط دریافت کرد.

## زندگی‌نامه
پس از مهاجرت به آمریکا، محمودرضا بانکی از دانشگاه کالیفرنیا، برکلی فارغ‌التحصیل شد و سپس مدرک دکترای خود را در رشته مهندسی شیمی با تمرکز بر زیست‌فناوری از دانشگاه پرینستون دریافت کرد. او مقالات علمی متعددی منتشر کرده و کتابی در زمینه زیست‌فناوری تألیف نموده است. پس از اتمام دکترا، بانکی به‌عنوان مشاور مدیریت در دفتر نیویورک شرکت مکینزی اند کامپنی مشغول به کار شد. در ژانویه ۲۰۱۰، او توسط دفتر دادستانی ایالات متحده در نیویورک دستگیر و تحت پیگرد قانونی قرار گرفت و به اتهام نقض تحریم‌های آمریکا علیه ایران متهم شد. او ۲۲ ماه را در زندان سپری کرد تا اینکه در دادگاه تجدیدنظر حوزه دوم ایالات متحده آمریکا پیروز شد و تمامی اتهامات مرتبط با تحریم‌ها علیه او رد شد. پس از آزادی، بانکی مدرک کارشناسی ارشد مدیریت بازرگانی (MBA) را از دانشگاه کالیفرنیا، لس‌آنجلس دریافت کرد و در شرکت ان‌بی‌سی یونیورسال مشغول به کار شد.

## پرونده ایالات متحده علیه بانکی

### پس زمینه
خانواده بانکی در ایران زندگی می‌کردند و در اوایل دهه ۲۰۰۰، با از هم پاشیدن ازدواج والدینش، خانواده تصمیم گرفت بخشی از دارایی‌های خانوادگی را به ایالات متحده منتقل کند. بین سال‌های ۲۰۰۶ تا ۲۰۰۹، خانواده بانکی درآمد حاصل از توافق طلاق والدینش (حدود ۳٫۴ میلیون دلار) را از ایران به او در آمریکا فرستادند. این پول از طریق چندین انتقال و با استفاده از سیستم‌های غیررسمی انتقال پول به یک حساب بانکی در بانک آو آمریکا واریز شد؛ سیستمی که متهم ادعا می‌کرد قانونی و تنها راه انتقال پول از ایران در آن زمان بوده است. بانکی بخش عمده این پول را برای خرید آپارتمانی در مرکز منهتن صرف کرد.
دادستان‌ها ادعا کردند که طی این دوره سه‌ساله، بانکی تحریم‌های اعمال‌شده توسط ایالات متحده علیه ایران را نقض کرده است. کیفرخواست، بانکی را متهم به نقض قانون تحریم‌ها، اداره یک بانک زیرزمینی غیررسمی، و کمک به «مدیریت، نظارت، اداره و اجرای» یک سرویس انتقال پول بدون مجوز کرد که از طریق آن، به‌صورت مستقیم یا غیرمستقیم، تحریم‌های ایران را نقض کرده بود. در واقع، اتهامات علیه بانکی ناشی از ادعاهای دادستان بود مبنی بر اینکه او به‌عنوان یک شهروند آمریکایی، تحریم‌های ایالات متحده علیه ایران را زیر پا گذاشته است.

### اتهامات
در تاریخ ۷ ژانویه ۲۰۱۰، مأموران اداره مهاجرت و گمرک ایالات متحده (ICE)، که توسط هیئت منصفه با حکم جستجو و دستگیری مجاز شده بودند، وارد محل اقامت محمودرضا بانکی در نیویورک شدند و او را دستگیر کردند. او در برابر قاضی جان اف. کینان به کیفرخواستی با سه اتهام محاکمه شد: ۱. توطئه برای نقض تحریم‌های ایران که توسط ایالات متحده اعمال شده بود و توطئه برای اداره یک سیستم انتقال پول بدون مجوز، ۲. نقض تحریم‌های ایران، و ۳. اداره یک کسب‌وکار انتقال پول بدون مجوز. کیفرخواست ادعا می‌کرد که بانکی ۴٫۷ میلیون دلار در نقض تحریم‌های ایران دریافت کرده است. دادستان‌ها بعداً کیفرخواست جایگزینی ارائه کردند که مبلغ را به ۳٫۴ میلیون دلار تغییر داد و دو اتهام اظهارات نادرست را به سه اتهام اولیه اضافه کرد.

### محاکمه و محکومیت
در تاریخ ۱۰ مه ۲۰۱۰، محاکمه‌ای سه‌هفته‌ای آغاز شد که قاضی منطقه دوم، جان اف. کینان، بر آن نظارت داشت. محاکمه در ۴ ژوئن به پایان رسید، زمانی که هیئت منصفه رأی به مجرم بودن بانکی در هر پنج اتهام داد، هرچند در اتهامی خفیف‌تر یعنی کمک و معاونت، به جای اداره مستقیم یک سیستم انتقال پول نقض‌کننده تحریم‌ها، مجرم شناخته شد.
در تاریخ ۷ ژوئن ۲۰۱۰، با وجود اتهام کیفرخواست جایگزین مبنی بر ۳٫۴ میلیون دلار، همان هیئت منصفه موافقت کرد که یک حساب بانکی مرتبط با تراکنشی به مبلغ ۶٬۰۰۰ دلار به‌عنوان درآمد حاصل از اتهامات و رأی مجرمیت مصادره شود. هیئت منصفه حکم داد که سایر دارایی‌های محمودرضا بانکی، از جمله آپارتمانی که با وجوه خانوادگی دریافت‌شده خریداری کرده بود، مستقیماً درآمد حاصل از جرم نیست و قابل مصادره نمی‌باشد.
قاضی کینان تنها در مورد رأی مصادره، رأی هیئت منصفه را رد کرد و با این استدلال که هیئت منصفه ممکن است «سردرگم» شده باشد، حکمی به نفع دادستان‌های دولتی صادر کرد و عملاً رأی هیئت منصفه در مورد مصادره را نادیده گرفت و به دفتر دادستانی ایالات متحده مبلغ ۳٫۴ میلیون دلار اعطا کرد که باید توسط بانکی پرداخت می‌شد. این حکم مشابه حالتی بود که گویی هیئت منصفه تصمیم به مصادره کامل تمامی دارایی‌های بانکی گرفته بود.

### محکومیت و حبس
در تاریخ ۱۶ اوت ۲۰۱۰، قاضی کینان بانکی را به ۳۰ ماه زندان محکوم کرد. اندکی پس از صدور حکم، بانکی درخواست تجدیدنظر ارائه داد. انجمن وکلای ایرانی-آمریکایی به همراه ۱۰ گروه دیگر از سازمان‌های مدافع حقوق بشر و حقوق مدنی، یک لایحه جداگانه به‌عنوان دوست دادگاه (amicus brief) به دادگاه تجدیدنظر ایالات متحده در حوزه دوم تقدیم کردند. این لایحه استدلال می‌کرد که تحریم‌های آمریکا علیه ایران «به مردم ایران هدف‌گذاری نشده‌اند و بنابراین شامل معافیت‌هایی برای برخی تراکنش‌های بشردوستانه و حواله‌های خانوادگی هستند.»
او به مدت ۱۱ ماه (از ۷ ژانویه ۲۰۱۰ تا ۱ دسامبر ۲۰۱۰)، در بازداشتگاه‌های فوق امنیتی در منهتن و بروکلین (MCC و MDC) نگهداری شد. در دسامبر ۲۰۱۰، او به زندان مؤسسه اصلاحی تفت، خارج از بیکرزفیلد کالیفرنیا، منتقل شد. در ژانویه ۲۰۱۱، بانکی به بخش امنیت پایین‌تر زندان تفت انتقال یافت و تا صدور رأی دادگاه تجدیدنظر در آنجا باقی ماند. او در مجموع ۶۶۵ روز، معادل نزدیک به ۲۲ ماه، در زندان به سر برد.

### ابطال استیناف
در تاریخ ۲۴ اکتبر ۲۰۱۱، دادگاه تجدیدنظر ایالات متحده در حوزه دوم به نفع بانکی رأی داد و اتهامات مرتبط با تحریم‌ها علیه او را لغو کرد. قاضی کینان ۱۰ روز بعد، در ۲ نوامبر ۲۰۱۱، دستور آزادی بانکی را صادر کرد.
دادگاه تجدیدنظر اعلام کرد که قاضی جان اف. کینان در محاکمه اشتباه کرده است؛ زیرا او درخواست بانکی برای توضیح قانون به هیئت منصفه را نپذیرفته بود. این قانون می‌گوید انتقال پول خانوادگی از تحریم‌های آمریکا علیه ایران معاف است و نیازی به مجوز ندارد. در سند نهایی دادگاه تجدیدنظر آمده بود: «محکومیت بانکی (در اتهامات مربوط به تحریم‌ها) نمی‌تواند تأیید شود».
دادستان‌ها در فوریه ۲۰۱۲ پرونده را برای برگزاری محاکمه مجدد بازگشایی کردند. با این حال، پس از چند ماه تأخیر و انتصاب یک قاضی جدید، پرونده از نظر کیفری بسته شد و امکان پیگرد قانونی مدنی یا کیفری در آینده از بین رفت. بانکی به جای پرداخت هزینه‌های بالای دفاع در محاکمه کیفری دوم، پذیرفت که ۷۱۰ هزار دلار از دارایی‌های خود را واگذار کند. در مقابل، دادستان‌ها پذیرفتند که بانکی بدون نیاز به محاکمه دوم در اتهامات مربوط به تحریم‌ها بی‌گناه است و به پیگیری بیشتر این پرونده را در دادگاه‌های کیفری یا مدنی پایان می‌دهند.
پرونده در تاریخ ۲۴ ژوئیه ۲۰۱۲ برای همیشه بسته شد. در آخرین جلسه دادگاه، سوابق زندان بانکی پاک شد. او در این جلسه گفت که در زندان «تاریک‌ترین ساعات» زندگی خود را پشت سر گذاشته است و افزود: «دیدم که زندگی‌ام از دستم می‌رود. آن روزها هرگز جبران نمی‌شوند». قاضی انگلمایر، ضمن پاک کردن سوابق زندان بانکی، او را «مردی بااستعداد و حتی درخشان» نامید. قاضی همچنین اظهار داشت: «آسیب واردشده به زندگی آقای بانکی به‌خاطر حبس طولانی‌مدتش را نمی‌توان تنها با ۲۲ ماهی که او در زندان بود و آزادی‌اش را از دست داد، سنجید؛ این خسارت بسیار فراتر از آن چیزی است که او دیگر نمی‌تواند بازگرداند».

### عواقب
محمودرضا بانکی پس از آزادی، مدرک کارشناسی ارشد مدیریت بازرگانی را از دانشکده مدیریت اندرسون دانشگاه UCLA دریافت کرد. او برای اولین بار در سال ۲۰۱۴ در کنفرانس تد در UCLA به‌صورت عمومی دربارهٔ پرونده خود صحبت کرد تا آگاهی دربارهٔ نظام قضایی را افزایش دهد. بانکی همچنین دربارهٔ مسیر نامطمئن زندگی‌اش در آمریکا و دشواری‌هایی که به دلیل حفظ وضعیت مجرم بودنش با وجود پیروزی در دادگاه تجدیدنظر در یافتن شغل با آن مواجه است، سخن گفت. همچنین برنامه‌هایی برای ساخت مستندی از داستان زندگی او وجود دارد.
بانکی با حمایت ۱۳ عضو کنگره و یک سناتور، درخواست عفو ریاست‌جمهوری کرد و در تاریخ ۲۰ ژانویه ۲۰۲۱ عفو کامل دریافت کرد. همچنین او تا سال ۲۰۲۲، به‌عنوان مدیر ارشد مالی و مدیر ارشد استراتژی در شرکت پخش آنلاین پیشرو، توبی، فعالیت می‌کرد.